# Serif Pasha

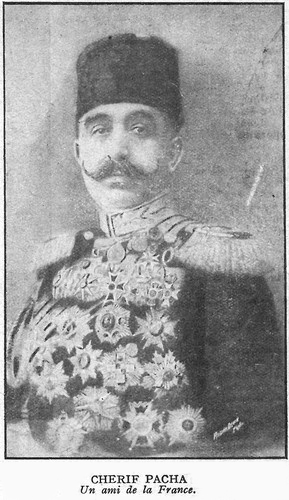
CHERIF

Mohammed Serif Pasha (1865, Üsküdar, Istanbul – 22 de dezembro de 1951, Catanzaro, Itália) foi um diplomata otomano. Ele foi liderança nacionalista curda. Ele era filha de Said Pasha Kurd. Foi um embaixador otomano em Estocolmo, o segundo curdo documentado na Suécia e um dos delegados do Tratado de Sèvres. Serif Pasha viveu na Suécia por dez anos.